# Однажды в апреле
«Однажды в апреле» (англ. Sometimes in April) — телефильм режиссёра Рауля Пека, вышедший на экраны в 2005 году.

## Сюжет
В апреле 1994 года капитан руандийской армии Огюстен Муганза, происходящий из народности хуту, потерял в ходе геноцида жену-тутси и детей. По прошествии десяти лет, в апреле 2004 года, он получает письмо от своего брата Оноре, который был тогда известным радиоведущим и который утверждает, что знает подробности трагедии. Огюстен отправляется в Танзанию, где его брат предстаёт перед трибуналом за разжигание ненависти в пору работы на радио. Перед бывшим военным, а ныне учителем проходят события пережитого.

## В ролях
- Идрис Эльба — Огюстен Муганза
- Кароль Каремера — Жанна, его жена
- Памела Номвете — Мартина
- Орис Эрхуэро — Оноре, брат Огюстена
- Фрэйзер Джеймс — Ксавье
- Эбби Мукииби Нкаага — полковник Багосора
- Клеофас Кабасита — Валентина
- Ноа Эммерих — Лайонел Куэйд
- Дебра Уингер — Пруденс Бушнелл, помощник госсекретаря США по Африке

## Награды и номинации
- 2005 — участие в конкурсной программе Берлинского кинофестиваля.
- 2005 — приз за лучший фильм на кинофестивале в Дурбане.
- 2005 — премия Американского института киноискусства за лучшую телепрограмму года.
- 2005 — номинация на премию «Эмми» за лучшую музыкальную композицию для мини-сериала или телефильма (Брюно Куле).
- 2005 — номинация на премию «Спутник» за лучший телефильм.
- 2005 — номинация на премию Ассоциации телевизионных критиков за лучший телефильм или мини-сериал.
- 2006 — премия «Аманда» за лучший DVD.
- 2006 — две номинации на премию NAACP Image Award: лучший телефильм или мини-сериал, лучший актёр в телефильме или мини-сериале (Идрис Эльба).